# George Kempf
George Rushing Kempf (Globe, Arizona, 12 de agosto de 1944 – Lawrence, Kansas, 16 de julho de 2002) foi um matemático estadunidense, que trabalhou com geometria algébrica e teoria da representação algébrica de grupos.

## Vida
Kempf estudou na Universidade Johns Hopkins, onde obteve o bacharelado, e na Universidade de Illinois em Urbana-Champaign, obtendo em 1970 um doutorado na Universidade Columbia, orientado por Steven Kleiman, com a tese The singularity of certain varieties in the Jacobean of a curve.
Foi professor da Universidade Johns Hopkins. Foi palestrantes convidado do Congresso Internacional de Matemáticos em Helsinque (1978).

## Obras
- Complex abelian varieties and theta functions, Springer Verlag 1991
- Algebraic Varieties, Cambridge University Press 1993
- com David Bryant Mumford, F. Knutsen, B. Saint-Donat: Toroidal embeddings, Volume 1, Lecture Notes in Mathematics, Springer Verlag 1973
- On the geometry of a theorem of Riemann, Annals of Mathematics, Volume 98, 1973, p. 178–185
- On Algebraic Curves, Journal für die Reine und Angewandte Mathematik, Volume 295, 1977, p. 40–48, Online
- com Linda Ness: The length of vectors in representation spaces, in: Algebraic geometry (Proc. Summer Meeting, Univ. Copenhagen, Copenhagen, 1978), Lecture Notes in Math., 732, Springer-Verlag, 1979, p. 233–243
- Linear systems on homogeneous spaces, Annals of Mathematics, Volume 103, 1976, p. 557–591[2]
- Schubert methods with an application to algebraic curves, manuscrito de aula, Mathematisches Zentrum Amsterdam 1971
- Abelian Integrals, Autonome Nationale Universität Mexiko 1983